# Bowmore (Szkocja)
Bowmore (gaelicki: Bogh Mòr) – stolica na wyspie Islay, w Szkocji, w Argyll and Bute, w civil parish Killarow and Kilmeny. Leży 10 km od Port Askaig. W 2011 miejscowość liczyła 784 mieszkańców. W mieście znajduje się wytwórnia whisky Bowmore.